# Марцуль, Геннадий Семёнович
Ма́рцуль Генна́дий Семёнович (2.1.1937, д. Ловчицы Новогрудского р-на Гродненской обл. — 14.11.2008) — белорусский историк.

## Биография
В 1965 году окончил историко-географический факультет Минского государственного педагогического института им. А. М. Горького. Обучался в аспирантуре МГПИ им. А. М. Горького (1965—1968). В 1969 году защитил кандидатскую диссертацию «Деятельность партийной организации Белоруссии по воспитанию учащихся общеобразовательных школ в духе советского патриотизма в период между XXII и XXIII съездами КПСС» (науч. рук. — доцент А. Д. Молочко). Доцент (1974). Профессор (1997). С 1968 года — старший преподаватель, доцент, с 1992 года — профессор кафедры гуманитарных дисциплин Белорусского государственного университета информатики и радиоэлектроники. Скончался 14 ноября 2008 года, был похоронен 16 ноября 2008 года.
Награждён медалью «Ветеран труда», 30 грамотами руководящих органов Беларуси.

## Научная деятельность
Автор научных работ и учебных пособий для вузов по истории Беларуси. Научные интересы: патриотическое воспитание молодежи, проблемы межнациональных отношений, вопросы национально-государственного строительства в Беларуси. Автор более 50 работ.

## Основные публикации
- Торжество ленинской национальной политики и её буржуазные фальсификаторы. — Мн., 1975
- Опыт СССР в решении национального вопроса и мир социализма. — Мн., 1982
- Беларусазнаўства : Метад. дапам. — Мн., 1996
- Гісторыя Беларусі. Насельнітва. Фарміраванне і вызначэнне пагранічных і дзяржаўна-адміністратыўных межаў. Беларускае замежжа: Метад. дапам. — Мн., 1997
- Гісторыя Беларусі. Вучэб. дапам.: У 2 ч. — Мн., 1998 (2-е выд. 2000, у сааўт.)
- Гісторыя Беларусі : канец XVIII ст. — 1999 г.: Вучэб. дапам. для 11-га кл., 2-е выд. — Мн., 2002 (у сааўт.)
- Гісторыя Беларусi : Вучэбны дапаможнік : У 2 ч. / Я. К. Новік, Г. С. Марцуль, І. Л. Качалаў [і інш.]; пад рэд. Я. К. Новіка, Г. С. Марцуля. — Мінск : Універсітэцкае, 2000. (2-е выд. 2006)